# Yalama
Yalama – gmina i wieś w Azerbejdżanie w rejonie Xaçmaz. Znajduje się w pobliżu granicy z Federacją Rosyjską. Położona jest na linii kolejowej łączącej Baku z Rosją. We wsi znajduje się stacja kolejowa.
Wieś znajduje się na terenie Parku Narodowego Samur-Yalama.
Gmina składa się z wsi: Yalama, Düztahiroba, Səlimoba, Ortaoba, Ukuroba, Yaquboba, Zeyxuroba i Zuxuloba kəndləri.